# Arcidosso
Arcidosso est une commune italienne située dans la province de Grosseto en Toscane qui fait partie de l'union des communes de montagne Amiata-Grossetana.
Comme beaucoup des villes du Grosseto, elle comporte depuis le Moyen Âge une forteresse aldobrandesque et des murailles (Mura di Arcidosso) qui la protégeaient sur son promontoire.

## Histoire
Arcidosso est historiquement l'un des centres les plus importants du Mont Amiata, ainsi que l'un des principaux centres entre les provinces de Grosseto et de Sienne.
Le nom d'Arcidosso est mentionné pour la première fois dans un document daté du 4 mars 860 . Le nom dérive probablement des noms latins arx e dossum, signifiant respectivement forteresse et butte. À partir du XIIe siècle, il est devenu une partie des possessions de la famille Aldobrandeschi du comté de Santa Fiora, qui l'a fortifié, en commençant la construction du château et de la tour principale. En 1331, après l'un des sièges les plus longs menés par l'armée siennoise, commandée par le chef Guidoriccio da Fogliano, le château et le village d'Arcidosso sont devenus partie de la république de Sienne.
Arcidosso devint alors le siège d'un vicariat entre 1347 et 1348, et resta soumise à Sienne jusqu'à la fin de la République en 1559, date à laquelle elle passa aux Médicis de Florence, qui y nommèrent un capitaine de justice. Ayant obtenu le rôle de « capitale » administrative de Monte Amiata, elle reçut la visite des grands-ducs Cosme II de Médicis en 1612 et de Léopold II en 1842. Pendant la période du grand-duché de Toscane, jusqu'à quelques années avant l'unification de l'Italie, Arcidosso en vint à compter plus de 12 000 habitants : le quadruple de ceux qui résidaient dans la capitale provinciale Grosseto. La commune a subi une réduction démographique drastique depuis l'après-guerre et de nombreuses localités du secteur sont aujourd'hui clairement dépeuplées. Cependant, la proximité des pistes de ski au sommet du Monte Amiata, la présence de lieux d'intérêt historique et artistique, la création d'itinéraires naturalistes et culturels, ont fait d'Arcidosso une station touristique particulièrement appréciée en été et en hiver. De plus, dans la seconde moitié du XIXe siècle, c'est précisément cette ville qui a vécu les faits et les aventures mystiques et sociales de David Lazzaretti.

## Administration
| Période                                  | Période  | Identité      | Étiquette | Qualité |
| ---------------------------------------- | -------- | ------------- | --------- | ------- |
| 2014                                     | En cours | Jacopo Marini |           |         |
| Les données manquantes sont à compléter. |          |               |           |         |

### Hameaux
Bagnoli, Macchie, Montelaterone, Salaiola, San Lorenzo, Stribugliano, Zancona.

### Communes limitrophes
Campagnatico, Castel del Piano, Cinigiano, Roccalbegna, Santa Fiora.

## Monuments et lieux d'intérêt
- Les murailles d'Arcidosso, construites au XIe siècle en demi-cercle autour de la forteresse Aldobrandesque, était à l'origine double et il en reste aujourd'hui peu de traces. Deux portes subsistent de la première enceinte : Porta di Castello et Porta di Mezzo et une de la seconde : Porta Talasesse
- La Rocca Aldobrandesca, imposante forteresse qui surplombe la ville, remonte au XIe siècle, noyau originel du village fortifié des Aldobrandeschi. Elle a été utilisée au début du XIXe siècle comme prison de district et a subi une importante restauration en 1989.
- La Torre Giurisdavidica, centre du giurisdavidismo (it) fondé par David Lazzaretti sur le Mont Labbro dont il ne reste que les ruines des bâtimentes érigés entre 1869 et 1875.

## Aires protégées
- La Réserve naturelle du Mont Labbro, une vaste zone de 616 hectares créée en 1998, qui comprend à la fois le Parc animalier du Mont Amiata et le sommet de Monte Labbro (it) (1 193 m), avec la Torre Giurisdavidica et d'autres bâtiments liés à la mémoire historique de David Lazzaretti.
- La Réserve naturelle de Poggio all'Olmo, une zone protégée de 434 hectares impliquant les municipalités d'Arcidosso et de Cinigiano, a été créée en 1998 et est bordée au nord par le village de Monticello Amiata, à l'ouest par celui de Castiglioncello Bandini, au sud du relief du Monte Aquilaia et à l'est des ramifications occidentales du cône volcanique du Monte Amiata (Val d'Orcia).
- Le Parc animalier du Mont Amiata, situé dans la région du Monte Labbro, au sud-ouest du sommet du Monte Amiata, avec des sentiers qui permettent l'observation des différentes espèces dans le respect total de celles-ci. Dans cette zone naturaliste, il est possible d'observer de nombreuses espèces de la faune des Apennins telles que le daim, le chevreuil, le cerf, le mouflon, le chamois et le loup.